# Línea 35 (Avanza Zaragoza)
La línea 35 es una línea regular diurna de Avanza Zaragoza. Realiza el recorrido comprendido entre el barrio de Parque Goya y Vía Hispanidad en la ciudad de Zaragoza (España).
Tiene un período medio de 6 minutos.

## Historia
Fue inaugurada en 1971. Desde entonces, ha tenido los siguientes recorridos:
VERÓNICA-ARRABAL
OLIVER-ARRABAL
MIRALBUENO-ARRABAL 
PARQUE GOYA - PLAZA EMPERADOR CARLOS V
PARQUE GOYA-VÍA HISPANIDAD
PARQUE GOYA-SEMINARIO
En 2005, el tramo oeste (desde el centro) de la línea se convirtió en la Línea 53.

## Características y flota
Realiza un recorrido prácticamente transversal de la ciudad, complementando a la línea de tranvía. Recorre varios ejes muy usados, como la avenida de valencia o san Juan de la Peña. La línea 35 es una de las más demandadas de toda la red de autobuses urbanos de Zaragoza (tuvo cerca de 4 millones de usuarios en 2021).
De tal forma, tiene asignados buses articulados como el Iribus Iveco Citelis o los más modernos Volvo 7900 Hybrid HL de las series 4600 y 4800.

## Ruta

### Sentido Seminario
La Fragua, Majas de Goya, Avenida Academia General Militar, San Juan de la Peña, Sobrarbe, Don Jaime I, Plaza Ariño, Plaza España, Plaza Aragón, Hernán Cortés, Paseo Teruel, Avenida Valencia, San Juan Bosco, Violante de Hungría, Condes de Aragón, Vía Hispanidad, Ramón Sainz de Varanda

### Sentido Parque Goya
Ramón Sainz de Varanda, Juan Pablo II, Pedro III, Asín y Palacios, Plaza Emperador Carlos V, Violante de Hungría, San Juan Bosco, Avenida Valencia, Fueros de Aragón, Carmen, Hernán Cortés, Paseo Pamplona, Plaza Aragón, Plaza España, Coso, Avenida Puente del Pilar, Avenida Cataluña, Sobrarbe, San Juan de la Peña, Avenida Academia General Militar, Majas de Goya, La Fragua